# Boston College

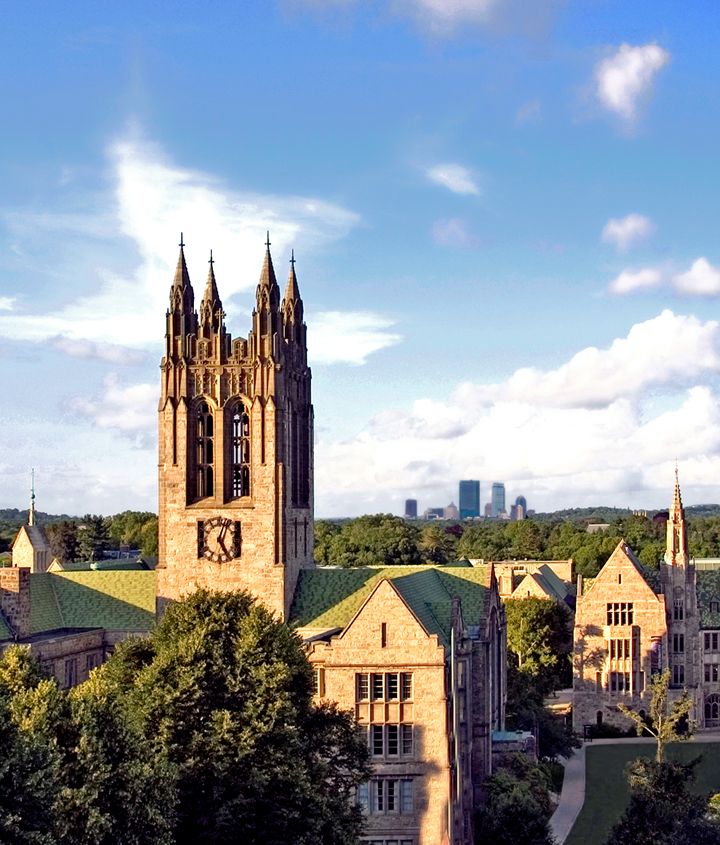
Vy över universitetets campus.

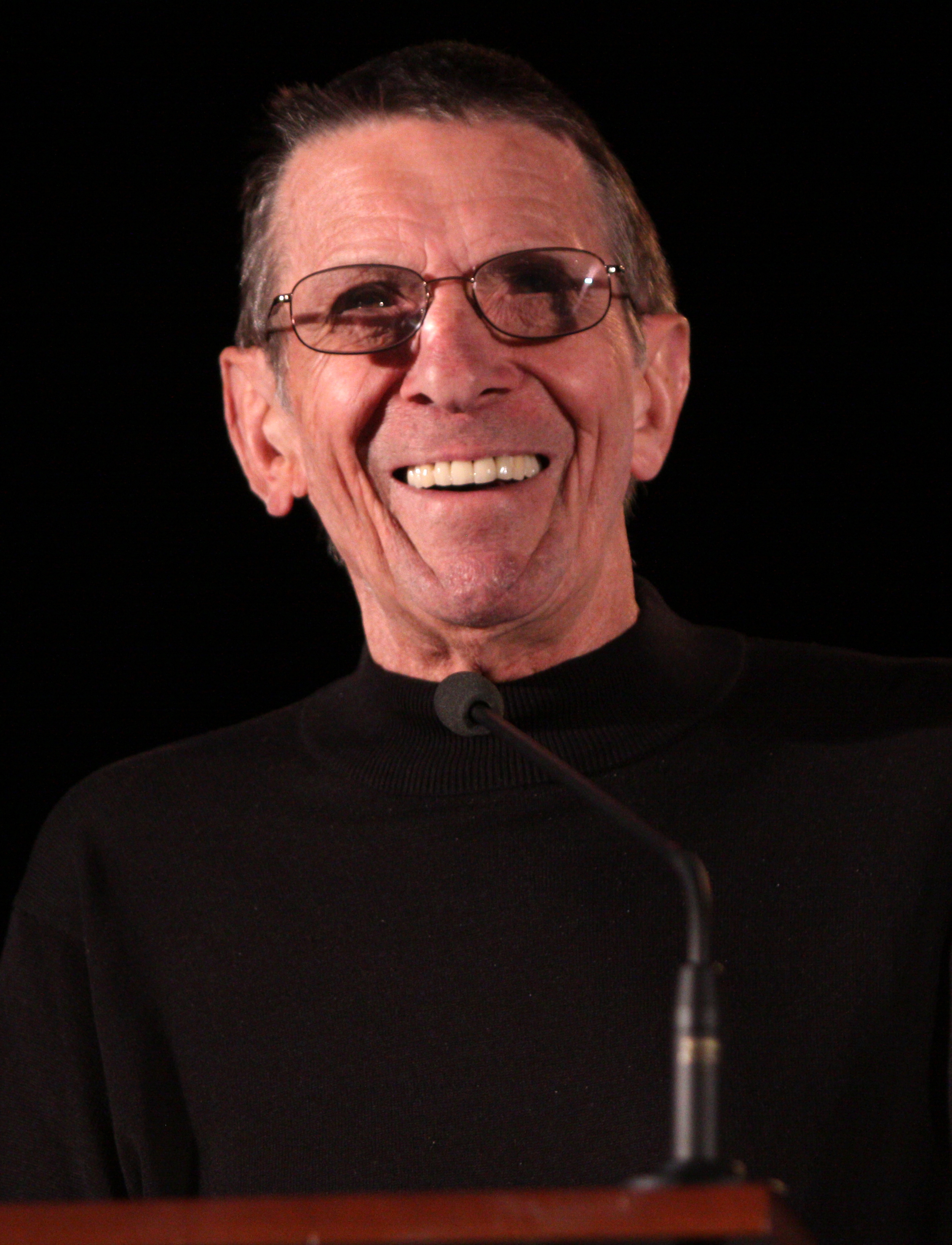
Leonard Nimoy.

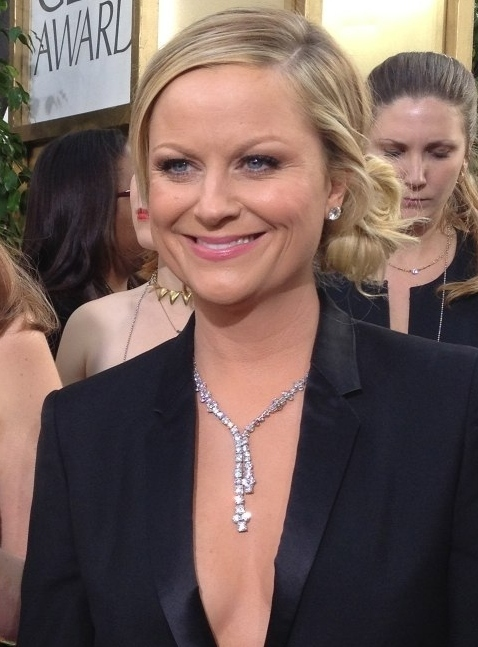
Amy Poehler.

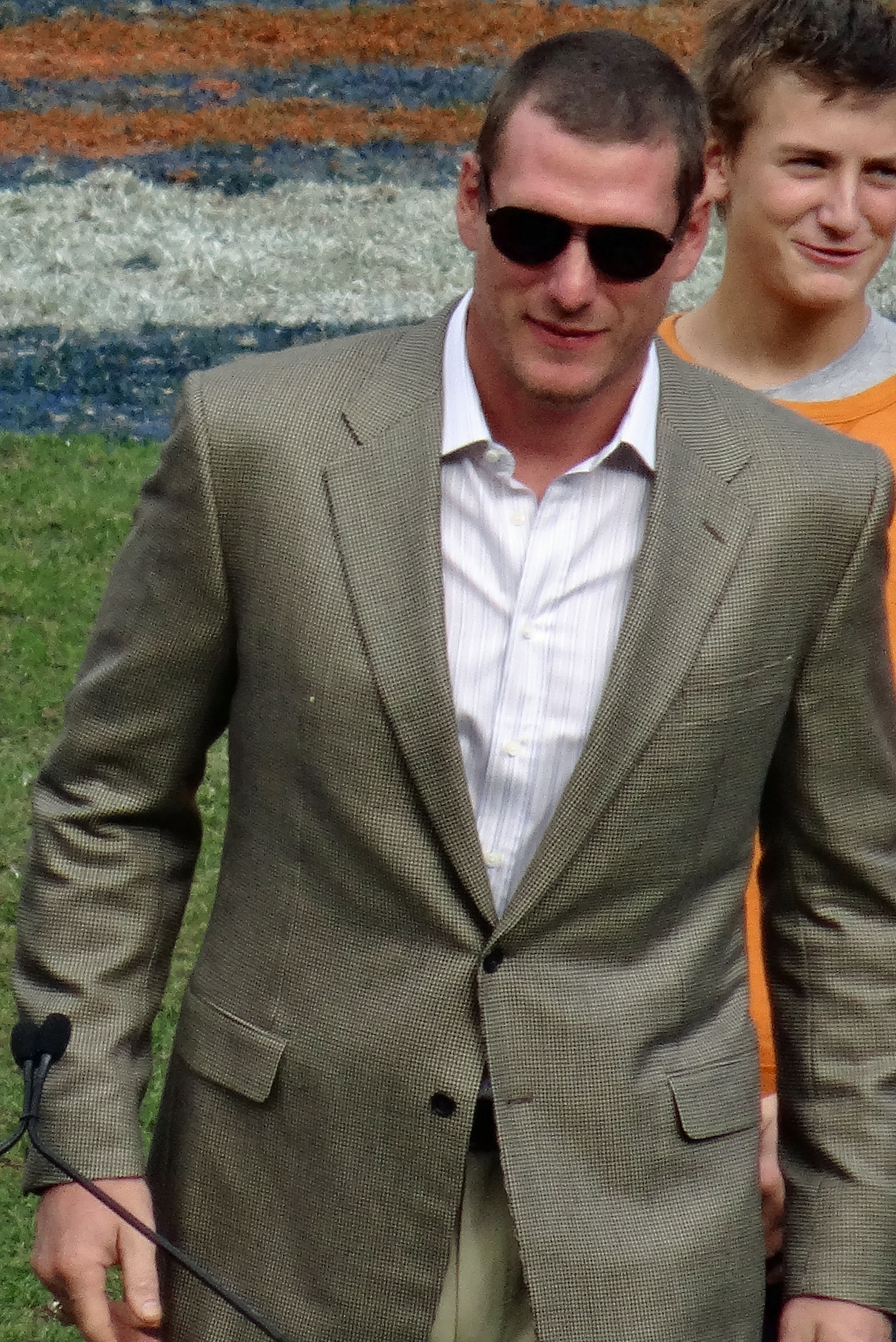
Tom Nalen.

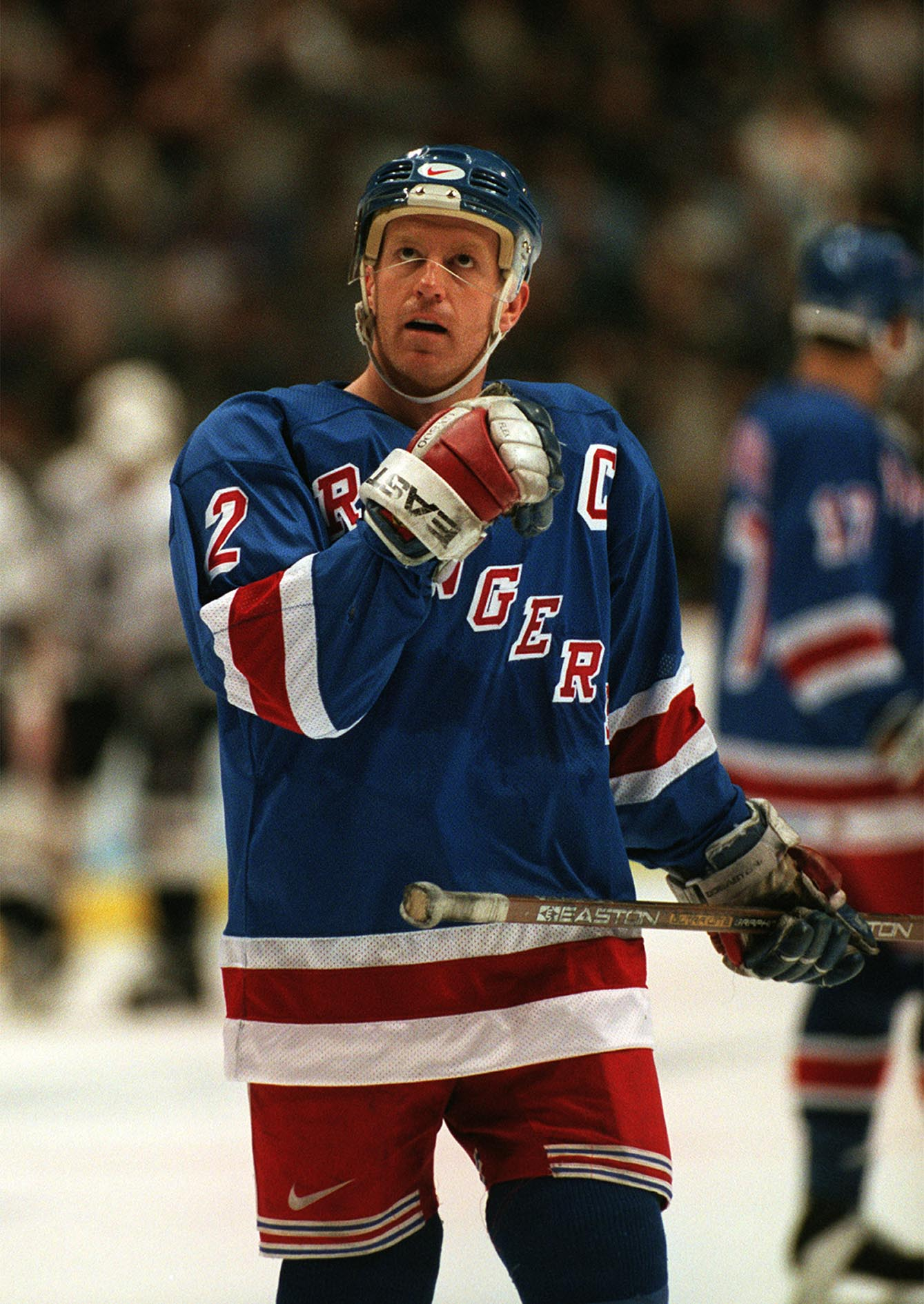
Brian Leetch.

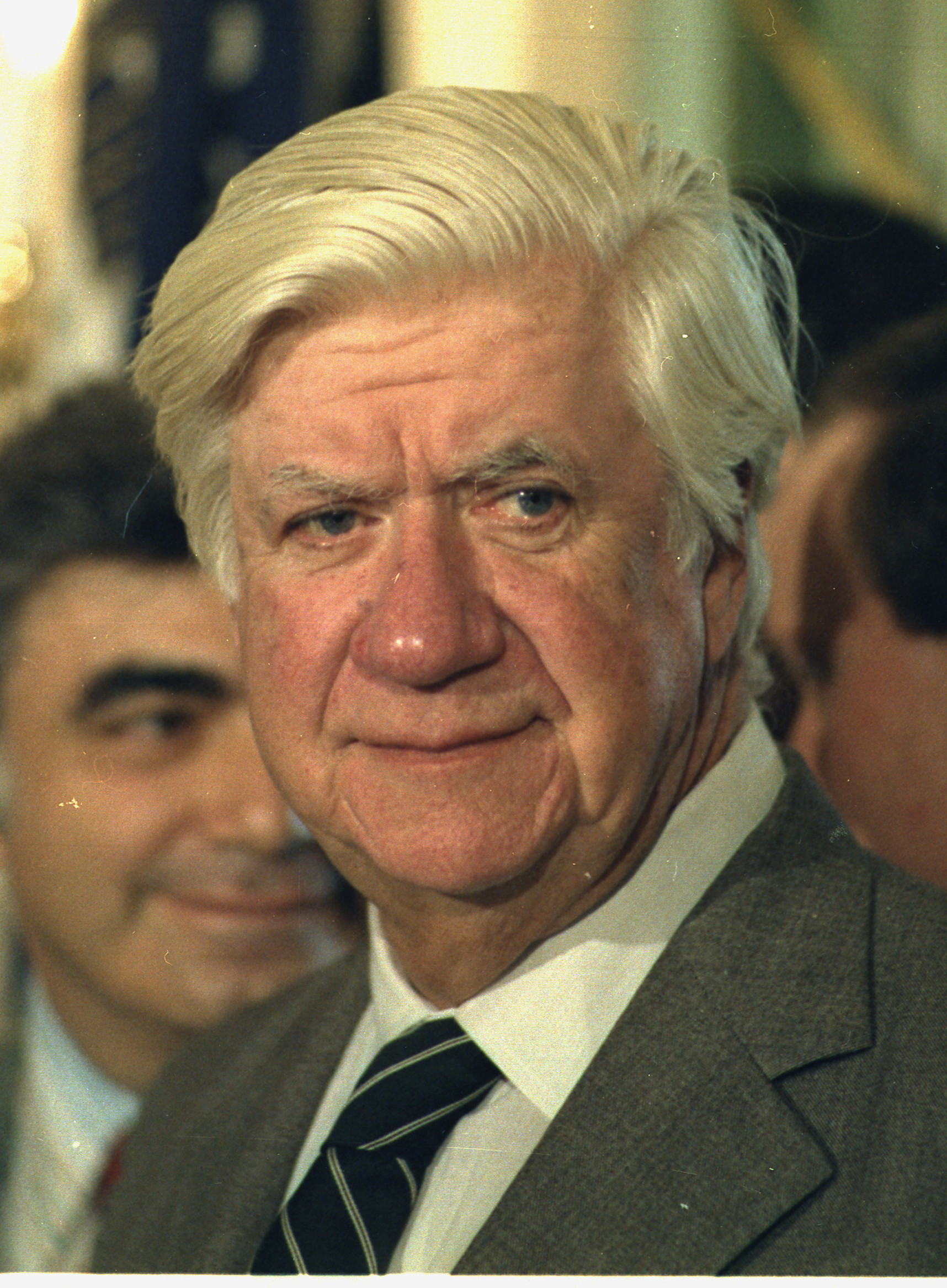
Tip O'Neill.

Boston College (BC) är ett amerikanskt privat romersk-katolskt college som ligger i Chestnut Hill, Massachusetts och hade totalt 14 317 studenter (9 856 undergraduate students och 4 461 postgraduate students) för 2014. Colleget drivs av Jesuitorden.
Boston Colleges campus är historiskt ett av de tidigaste exemplen på gotisk arkitektur i Nordamerika. Universitetet ligger ungefär 10 kilometer väster om centrala Boston. Boston College fick rätt att redan 1863 kalla sig för universitet men valde att använda benämningen college då det speglade universitetets tidiga historia som "liberal arts college" och som förberedande skola i Bostons South End. Boston College var den första akademiska institutionen i Boston. Idag är Boston College ett av de äldsta universiteten i USA och anses vara det främsta i sammanslutningen Association of Jesuit Colleges and Universities.

## Historik

### Tidig historia

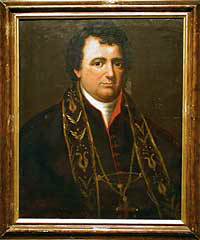
Benedict Joseph Fenwick.

År 1825 blev jesuiten Benedict Joseph Fenwick, den andra biskopen av Boston. Han var den första att uttala en vision om ett college i staden Boston. År 1827 öppnade biskop Fenwick en skola i källaren till katedralen, en skola som riktade sig till stadens ungdom. Hans relation med stadens protestantiska elit var dock ansträngd och avståndet till det jesuitiska centret i Maryland hämmade också fakulteten. 

## Skolor och college
Boston College är uppdelat på nio olika skolor och college. 
- Boston College College of Arts & Sciences
- Boston College Graduate School of Arts & Sciences
- Carroll School of Management
- Lynch School of Education
- Connell School of Nursing
- Boston College Graduate School of Social Work
- Boston College Law School
- Boston College School of Theology and Ministry
- Woods College of Advancing Studies

## Idrott
De tävlar med 29 collegelag i olika idrotter via deras idrottsförening Boston College Eagles.

## Akademiska publikationer
- C21 Resources,[7] en progressiv tidskrift om moderna katolska frågeställningar, publicerad av BC-organisationen Church in the 21st Century Center.
- Guide to Jesuit Education[8]
- Journal of Technology, Learning and Assessment[9]
- Boston College Environmental Affairs Law Review[10]
- Boston College Law Review[11]
- International & Comparative Law Review[12][13]
- Third World Law Journal[14]
- Uniform Commercial Code Reporter-Digest[15]
- New Arcadia Review[16]
- Religion and the Arts Journal[17]
- Studies in Christian-Jewish Relations,[18] the official journal of the Council of Centers on Jewish-Christian Relations (CCJR)[19] publicerad av Center for Christian-Jewish Learning vid Boston College och Boston College Libraries.
- Teaching Exceptional Children / Teaching Exceptional Children Plus[20]
- The Eagletarian,[21] publicerad av The BC Economics Association.

## Alumner

### Boston College
| Ekonomer - Joseph Salerno Företagsledare - Welles Crowther - Phil Schiller Författare - Dorothy Bush Koch Idrottare - Kevin Ahearn - Andrew Alberts - Bill Arnold - Cam Atkinson - Reuben Ayarna - Alejandro Bedoya - Matt Boldy - Brian Boyle - Doug Brown - Greg Brown - Patrick Brown - Paul Carey - Alexandra Carpenter - Leonard Ceglarski - Scott Clemmensen - Harold Connolly - Tommy Cross - Charlie Davies - Thatcher Demko - Brian Dumoulin - Patrick Eaves - Benn Ferriero - Casey Fitzgerald - Kenny Florian - J.D. Forrest - Johnny Gaudreau - Matthew Gaudreau - Cutter Gauthier - Laura Georges - Nathan Gerbe - Brian Gibbons - Patrick Giles - Brian Gionta - Stephen Gionta - Bill Guerin - Noah Hanifin - Mike Hardman - Peter Harrold - Jimmy Hayes - Kevin Hayes - Steve Heinze - Frank Hussey - Craig Janney - Reggie Jackson - Spencer Knight - Chuck Kobasew - Krystofer Kolanos - Chris Kreider - Brian Leetch - Ryan Leonard - Ben Lovejoy - Mike Matheson - Jack McBain - Ian McCoshen - Marc McLaughlin | - Tom Mellor - Mike Mottau - Tara Mounsey - Joe Mullen - John Muse - Tom Nalen - Alex Newhook - Brooks Orpik - Gabe Perreault - Nick Petrecki - Quinten Post - Marty Reasoner - Matt Ryan - Philip Samuelsson - Zach Sanford - Steven Santini - Molly Schaus - Cory Schneider - Rob Scuderi - Ryan Shannon - Ben Smith - Will Smith - Dave Spina - Kelli Stack - Kevin Stevens - Tim Sweeney - Alex Tuch - Patrick Wey - Joe Whitney - Joseph Woll - Miles Wood Idrottsledare - Mike Santos Komiker - Lisa Lampanelli Politiker/offentlig förvaltning - Julio Borges - Joseph E. Brennan - James Michael Curley - Charles F. Hurley - Edward J. King - Thomas Menino - Tip O'Neill - Mike Rawlings - R.T. Rybak - Maurice J. Tobin - Marty Walsh Professor - Janice Raymond Skådespelare - Thomas McCarthy - Leonard Nimoy - Chris O'Donnell - Amy Poehler - Greg Poehler - Connie Sellecca - Timothy Stack Sociologer - Richard Swedberg Underhållning - Kofi Kingston |

### Boston College Law School

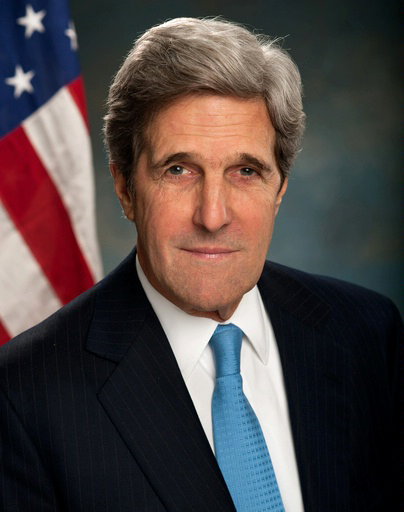
John Kerry.

| Aktivister - Kerry Kennedy Idrottare - Caitlin Cahow - Shannon Miller Politiker/offentlig förvaltning - Scott Brown - Mike Capuano - Paul Cellucci - Bill Delahunt - Margaret Heckler | - Paul Hodes - John Kerry - Stephen Lynch - Dan Malloy - Ed Markey - Maurice J. Murphy - Warren Rudman - Thomas P. Salmon - Robert C. Scott Skådespelare - Teddy Dunn |

### Boston College School of Theology and Ministry
| Författare - James Martin |